# 山中大介
山中 大介（やまなか だいすけ）は日本の美容皮膚科医。DMTC美容皮膚科（旧：美容皮膚科脱毛の窓口東京クリニック）の総院長。

## 来歴
- 1989年3月　筑波大学附属高校　卒業
- 1993年3月　東京大学工学部船舶海洋工学科　中退
- 1999年3月　千葉大学医学部　卒業
- 1999年4月　東京女子医科大学病院消化器病センター内科　勤務
- 2001年4月　東京医科大学病院眼科　勤務
- 2001年10月　医療法人青水会設立　語学留学のため中国語圏・英語圏を中心に世界各地を回る
- 2016年10月　美容皮膚科・AGAクリニック・脱毛クリニック　勤務
- 2020年3月　DMTC美容皮膚科（旧：脱毛の窓口 Tokyo Clinic）オープン